# アメリカ合衆国の教育
アメリカ合衆国の教育（アメリカがっしゅうこくのきょういく）では、公立学校と私立学校が存在し、K-12レベルまでの公的教育は義務である。アメリカでは学区と呼ばれる地域ごとに教育制度や学校制度が異なっている。とはいえ、10年間以上の初等教育・中等教育、また高等教育における短期大学士・学士・修士・博士という4段階（博士課程は、修士課程との一貫教育であることも多い）の学位制度などは、どの地域にも共通である。
アメリカの教育は、独自のプラグマティズム（実学）の伝統を有するとともに、ヨーロッパに由来する教養主義的なエリート教育の伝統も保持し続けてきた。また、個人主義の社会文化を反映して、基本的に個人の自主性を尊重する傾向があると言われる。決まりごとなどもすべての点において交渉の余地があり、入学選考時にも成績だけでなく様々な角度から吟味がなされる。研究において世界的に有名な総合大学も数多く、日本を含め世界中から多くの留学生を惹きつけている。特に大学院においては留学生が多く、過半数を留学生が占めることも珍しくはない。
特別支援教育をはじめとするオルタナティブ教育が盛んであり、公立校・私立校に加えてホームスクーリングも合法である。平均すればおおむね日本の高校1年生くらいまでの内容を大学入学までにやるというカリキュラムになっている（しかも日本でいう英語のような「外国語」に相当する科目は基本的には無い）が、成績優秀な学生の中には、積極的に高度なことを自分で学ぼうとする学生も多く、そういう学生の後押しをする体制が整えられており、一部の有名校の授業レベルは非常に高いと同時に、教育の質が高ければ高いほど学費も高額である傾向があり、俗に一流と呼ばれる大学では、年間の学費が日本円にして400万円を越える大学も多い。しかし、大学院の自然科学系や工学系においては、ほとんどの学生が後述するTAやRAをすることにより、学費が全額免除になり、十分な生活費も支給されるのが一般的である。

## 教育の歴史
アメリカ最古の高等教育機関とされるハーバード・カレッジ（現在のハーバード大学）は、1636年に設立された。以後、東海岸には幾つかのリベラル・アーツ・カレッジが誕生した。その後は、開拓とともに西部にも数多くの学校が作られるようになっていく。初期の学校はほぼ全て私立大学であったが、イギリスからの独立後は州立大学が作られるようになっていった。

## 教育制度
| 段階                                                            | 段階                                                            | 段階                                                            | 段階                                                            | レベル                                                          | 就学開始時年齢 |
| --------------------------------------------------------------- | --------------------------------------------------------------- | --------------------------------------------------------------- | --------------------------------------------------------------- | --------------------------------------------------------------- | -------------- |
| 就学前教育                                                      | 就学前教育                                                      | 就学前教育                                                      | 就学前教育                                                      | Pre-kindergarten                                                | 3–5            |
| 義務教育                                                        |                                                                 |                                                                 |                                                                 |                                                                 |                |
| Elementary school                                               | Elementary school                                               | Elementary school                                               | Elementary school                                               | 幼稚園                                                          | 5–6            |
| Elementary school                                               | Elementary school                                               | Elementary school                                               | Elementary school                                               | 1学年                                                           | 6–7            |
| Elementary school                                               | Elementary school                                               | Elementary school                                               | Elementary school                                               | 2学年                                                           | 7–8            |
| Elementary school                                               | Elementary school                                               | Elementary school                                               | Elementary school                                               | 3学年                                                           | 8–9            |
| Elementary school                                               | Elementary school                                               | Elementary school                                               | Elementary school                                               | 4学年                                                           | 9–10           |
|                                                                 |                                                                 |                                                                 |                                                                 | 5学年                                                           | 10–11          |
| Middle school                                                   | Middle school                                                   |                                                                 |                                                                 | 6学年                                                           | 11–12          |
| Middle school                                                   | Middle school                                                   | Junior high school                                              | Junior high school                                              | 7学年                                                           | 12–13          |
| Middle school                                                   | Middle school                                                   | Junior high school                                              | Junior high school                                              | 8学年                                                           | 13–14          |
| High school                                                     | High school                                                     |                                                                 |                                                                 | Freshman/9学年                                                  | 14–15          |
| High school                                                     | High school                                                     | Senior high school                                              | Senior high school                                              | Sophomore/10学年                                                | 15–16          |
| High school                                                     | High school                                                     | Senior high school                                              | Senior high school                                              | Junior/11学年                                                   | 16–17          |
| High school                                                     | High school                                                     | Senior high school                                              | Senior high school                                              | Senior/12学年                                                   | 17–18          |
| 高等教育                                                        |                                                                 |                                                                 |                                                                 |                                                                 |                |
| College (University)                                            | College (University)                                            | Undergraduate school                                            | Undergraduate school                                            | First year: "Freshman year"                                     | 18–19          |
| College (University)                                            | College (University)                                            | Undergraduate school                                            | Undergraduate school                                            | Second year: "Sophomore year"                                   | 19–20          |
| College (University)                                            | College (University)                                            | Undergraduate school                                            | Undergraduate school                                            | Third year: "Junior year"                                       | 20–21          |
| College (University)                                            | College (University)                                            | Undergraduate school                                            | Undergraduate school                                            | Fourth year: "Senior year"                                      | 21–22          |
| 大学院 (with various degrees and curricular partitions thereof) | 大学院 (with various degrees and curricular partitions thereof) | 大学院 (with various degrees and curricular partitions thereof) | 大学院 (with various degrees and curricular partitions thereof) | 大学院 (with various degrees and curricular partitions thereof) | 様々な年齢     |
| 継続教育                                                        |                                                                 |                                                                 |                                                                 |                                                                 |                |
| 職業学校                                                        | 職業学校                                                        | 職業学校                                                        | 職業学校                                                        | 職業学校                                                        | 様々な年齢     |
| 成人教育                                                        |                                                                 |                                                                 |                                                                 |                                                                 | 様々な年齢     |

戦後の日本がアメリカの教育制度を模倣したため、アメリカの学校制度と日本の学校制度には比較的似た部分が多い。ただし日本との大きな違いは、就学年齢・高校卒業資格などが州によって異なり、また各学区の権限が非常に大きく、学区によって始業日・終業日・休校日・年間授業時間、中学校や高等学校の進級学年の区切り、カリキュラムの内容、飛び級などの方針が異なる点である。
アメリカでの学年の数え方は、小学校1年から12年まで、中学・高校になっても1年から数えなおさず、順に数える。教育課程に日本の幼稚園（英 kindergarten）の年長組に当たる1年間を含めるのが一般的であるため、通常は初等・中等教育を称してK-12（幼稚園から12年生まで）と呼ぶ。
義務教育が始まる年齢は、州によって5歳から7歳と開きがある上に、学年の区切り日 (cut off date)が日本のような全国一律(4月1日)ではなく、ミズーリ州の8月1日からコネチカット州の1月1日まで5ヶ月もの開きがある。
義務教育の年限は地域によって異なるが50州のうち、16歳までが30州、17歳までが9州、18歳までが11州となっている。

## K-12教育

米国の教育制度(学部は正しいが、大学院は若干簡略化されている)

### 就学前教育
初等教育が始まる以前の就学前教育には、プリスクール・ナーサリースクール（preschool, nursery school）などと呼ばれる教育機関がある。-日本で言う幼稚園、保育所に相当する。日本の年中組にあたる学年は、幼稚園（キンダー）に入る手前の学年ということでプリ・キンダー (Pre-Kinder)とも呼ばれる。これらの就学前教育は3～5歳で始まり、1～2年間であることが多い。現在、プリ・キンダーには毎年約100万人が、幼稚園には約340万人の幼児が入園している。
一方チャイルド・デイケアは、新生児・乳児から子どもだけでの留守番が許されない小学校6年生までの年齢を対象した用語である。就学前年齢に限っていえば、デイケアは託児所であり、学校環境に準じる形で教育を施すプリスクールやナーサリースクールとは異なる。

### 初等教育
アメリカの初等教育は、原則として6歳から小学校（elementary school）において始まる。しかし、大部分の地域に小学校付属の幼稚園（半日または全日）があり、私立幼稚園も多い。とくに小学校併設の幼稚園の教育内容は「小学0年生」というべきものである。
毎年約370万人の児童が小学1年に入学している。アメリカの小学校教育の初めの1～2年ぐらいまでを児童期教育（early childhood education）と呼ぶことがある。
初等教育は、幼稚園が義務教育で小学校が6年まで設置されている学区は7年間、幼稚園が義務でなく6年生から中学に進む学区では5年間、飛び級が許される場合は更に短くなる。9年生から高等学校に進む学区では、中学2年（8年生）までを初等教育とする場合もある。

### 中等教育
前期中等教育機関は下級高等学校(junior high school)、あるいは中学校（middle school）と呼ばれる。
後期中等教育機関は、高等学校（high school）と呼ばれ、原則として単位制である点は日本と同様だが、日本の高校よりもさらに選択できる科目の幅が広いことが多い。ただし、そのカリキュラムは平均して日本の中学校から高校1年生程度までの内容となっており、特に数学には重点を置いていない場合が多い。一部の有名進学校は非常に高度な内容も扱うが、学費も一般には非常に高額である。
後期中等教育機関は大まかに次の4種類に分かれる。
- 一般校（公立・私立）※公立高校は学区制なので、受験はない。
- 職業訓練・技術学校（Vocational-technical school 略称 Vo-Tech）
- オルタナティブ校（Alternative high school。オルタナティブ校とは"at-risk" と呼ばれる、学力面・社会面で中退の危機にある生徒を対象にした高等学校。広義ではマグネット・スクール、ギフテッド教育校、特別支援学校など一般校の中で特別プログラムを持つものを指したり、Vo-Techと重複する場合もある）
- プレップ校（Prep school。アイビー・リーグなどの名門大学入学を目的とした進学校。大多数が私立で、全寮制である所もある。北東部に多い）

高校を卒業すると高校卒業資格（the High School Diploma）が授与される。
州が指定する義務教育完了年齢を過ぎれば中退してもかまわないが、18歳までの義務教育を10.6%が完了できない。中等教育に在籍中の全生徒の7%程度は中等教育課程を修了できないため、高校を卒業しないまま退学した者が後になってから勉強をし直すことで得られるGED資格（General Educational Development Certificate）も用意されている。これは、日本における高等学校卒業程度認定試験（高認、かつての大検）にあたるものに近い。毎年280万人が卒業資格を、50万人がGEDを得ている。

### 特別支援教育
アメリカでは約600万人の子どもが生活・学習上の障害を持つことから特別支援教育 (special education）を受けている。特別支援教育においては、通常より長い20～21歳までが義務教育年限となっている。これに加えて、何らかの分野で秀でた才能を持つギフテッドと呼ばれる児童・生徒のうち約240万人がギフテッド教育の特殊プログラムに参加している。特別支援教育を受ける子どもすべてに、個別教育計画（Individualized Education Program 通称IEP）という個々人の障害に対応した自立のための長期教育計画書が作成される。この計画書をもとに教職員、専門家、医師達がチームとなって取り組み、計画書どおりの教育を完了した児童・生徒・学生にも卒業資格が与えられる。

## 高等教育
| 段階                         | 割合% |
| ---------------------------- | ----- |
| 高等学校卒業                 | 22.6% |
| 高等学校・中学校・小学校中退 | 10.6% |
| 高等教育未修者               | 9.1%  |
| 何らかのカレッジ             | 9.4%  |
| 短期大学士号                 | 9.3%  |
| 学士号                       | 27.6% |
| 修士号                       | 8.5%  |
| 博士号・専門職学位           | 2.9%  |

毎年、高校を卒業した者の67%ほどの生徒が何らかの形で高等教育に進む。そのうち19%は短期大学士（Associate degree）など2年制の教育課程を卒業し、39%が大学の学部を卒業している。残りの9%は、在学中あるいは中退である。2年制大学から4年制大学に単位を移動することも可能で、学費を節約するために2年制大学で学んでから4年制大学に転校する例や、途中休学をして再び大学に戻る例も多い。また、米軍や大学院に在籍する学生は選考によって多額の学費援助を受けられることが多い。
アメリカの高等教育機関は次の3つに分類することが出来る。
- コミュニティカレッジ
- リベラルアーツカレッジ
- ユニバーシティ

そのほかに特殊な目的の国立の高等教育機関がある。これらの例外をのぞいては国立の、すなわち連邦政府が直接運営する高等教育機関は存在しない。
- 陸軍士官学校、海軍兵学校、空軍士官学校

### 学校種別
| 教育機関の名称      | Vocational School （バケーショナル・スクール）         | Community College,Junior College （コミュニティ・カレッジ、ジュニア・カレッジ） | University （ユニバーシティ）       | Liberal Arts College （リベラル・アーツ・カレッジ） |
| ------------------- | ------------------------------------------------------ | ------------------------------------------------------------------------------- | ----------------------------------- | --------------------------------------------------- |
| 課程                | 職業学校                                               | 2年制大学                                                                       | 4年制大学                           | 4年制大学                                           |
| 入学に必要な条件    | 高校卒業レベル以上 TOEFL iBT45～61                     | 高校卒業レベル以上 TOEFL iBT45～61                                              | 高校卒業レベル以上 TOEFL iBT61～79  | 高校卒業レベル以上 TOEFL iBT61～79                  |
| 取得可能な学位･証明 | Associate degree（修業年限2～3年） Certificate Diploma | Associate degree（修業年限2～3年） Certificate Diploma                          | Bachelor's degree（修業年限3～4年） | Bachelor's degree（修業年限3～4年）                 |

コミュニティ・カレッジ（Community College）
米国のコミュニティ・カレッジは大部分が公立の教育機関であり、コミュニティという表現があるように地域住民、税金を払って住んでいる人たちへ開かれた州政府の公的資金により運営されている高等教育の場として設けられている2年制大学である（ただし日本の「市民大学」とは全く別のもの）。学部は、ビジネス、会計学、コンピュータ、工学、ホスピタリティ、医療、教育学、アート、刑事司法等である。コミュニティ・カレッジでは、GEDやリメディアル教育が提供され、技術的な学位と職業プログラムを修了すると、アソシエイト・ディグリー、職業サーティフィケートが取得できる。また、高校の卒業証書を取得できるディプロマコースも設けられている。
バケーショナル・スクール（Vocational School）
Vocational Schoolは職業訓練の学校を意味する、職業学校であるTrade School（トレード・スクール）、技術学校であるTechnical School（テクニカル・スクール）を含む包括的な用語。キャリア・カレッジ（Career College）といわれる職業学校もある。アメリカの職業学校は、キャリア・カレッジとバケーショナル・スクールの間には大きな違いがある。バケーショナル・スクールは州政府の支援を受けている公立の職業学校であり、キャリア・カレッジは州政府の支援を受けていない1年未満の教育期間を占める。近年、キャリア・カレッジの人気は爆発的に高まっているが、バケーショナル・スクールの数は大幅に減少している（Vocational school#United States参照）。米国のバケーショナル・スクールは日本の専門学校とは異なる
リベラル・アーツ・カレッジ（Liberal Arts College）

ユニバーシティ（University）
アメリカの4年制の大学数は約3000校、うち公立大学が24%、私立大学が76％となっている。米国ではこうした大学数を背景にダミング・ダウン（他にミッキーマウス学位）、ディプロマミルなどといわれ、問題視されている一面もある。
大学進学には、一般的な場合、日本のような入学試験ではなく、それまでの学校における各科目の成績の評定平均（Grade Point Average 略称:GPA）と学部入試の場合にはSATもしくはACTの成績が参照されることが多い。
大学では自分の専攻学位以外に副学位（minor）を取得する学生もいる。大学の専門科目で用いられるテキストは、一般に大学院でも通して使えるように（分冊ではなく）一冊の本として書かれており、またその科目の必要な項目を全般的に網羅しており、理解しやすいように配慮されつつ版を重ねたものが用いられることが多い。大学の単位制度は良く整備されているものの融通をきかせにくい部分もある。例えば多くの大学では所定の単位数を超えて同学期に履修しようとすると、学費がとんでもなく高額になったり、聴講生として履修しようとしても要求される学費は変わらなかったりする。一方で、レベル別のクラス分け試験があって、その結果によって取るべきクラスが決まったり、またさまざまな例外が学科の判断で認められることもある。さらに、大学から大学院を通じて、各講義クラスは決められた固有識別番号で管理されており（例：数学の基礎計算クラス＝MATH101、など。最初の数字の桁はおおむね学年に対応しており、科目名よりこの識別番号のほうを会話でも用いることが多い）、各講義間の関係や位置付けが明快になっていて、上級講義や副学位をとるのに必要な必須クラスがすぐわかり、転校や転科の際の単位互換も容易となっている。
一定以上良い成績を保っておかないと退学になり、また大学院入学時にも大きく影響するため、GPAの値は重要であり、そのため一定の条件下で、取った講義を途中で取り消す制度（drop）などがある。このGPA評価制度は学生が勉強に集中しやすい反面、良い成績を取りにくい科目は学生が取りたがらないという傾向や、一度悪い成績をとってしまうとやり直しが効きにくく、また教養のある学生とない学生とのギャップを生じさせる要因にもなっている。

### 大学院
四年制大学を卒業した学生で大学院進学を希望あるいは考慮していても、すぐに大学院に進まない学生も多く、大学院において専攻を変える者も多い。特に実学系の分野を中心に、就職してキャリアを積みながら、パート・タイムで大学院に通う者と、退職してフルタイムの学生として大学院に通う者も多い。また、留学生が非常に多いことも米国大学院の特徴であり、半数を超えることもある。
大学院は学部以上に奨学金が豊富であり、とくに研究費という名目で優秀者に与えられる多額のものはフェローシップやグラントと呼ばれる。なお、奨学金は英語では「Scholarship」であるが、この場合返済義務のないものを指し、返済義務のあるものは「貸付金（Loan）」と呼んで区別される。奨学金のほかにももティーチング・アシスタント（Teaching assistant, TA）として授業を受け持ったり、リサーチ・アシスタント（RA）として研究助手になれば、給料を得ることができ、大学によってはこれに健康保険や育児援助制度が含まれる場合もある。主に自然科学系や工学系の分野を中心として、学生の大半がTAやRAによる学費の全額免除と生活費の支給を受けることのできる専攻分野もある。昔はこれらの分野では、TAやRAをせずとも学費の免除と生活費の支給を得ることができるという状況があった。現在においても、TAやRAは主に仕事や職位というよりも大学院生を経済的に支援するための枠組みとして成立しているとはいえ、TAやRAをやることが院生として在学する・あるいは卒業する必須条件となっていることも多い。また、中には平和部隊（Peace Corps）に入って米国のイメージアップのために海外青年協力隊に似た活動をする大卒者もいる。平和部隊は政府の機関で、帰国後に進学する者には奨学金、学費の値下げ、部隊での活動を大学院の単位に交換できるよう諸大学と提携を結んでいる。受験生は志望校の研究内容とともに、TA職、奨学金、単位交換といった特典を吟味したうえで進学校を決定する。
2007-2008年の学年度には、1年間で63万1,000人が修士、8万9,300人が専門職学位、5万5,300人が博士を授与されており、授与数はわずかながら年々増加傾向にある。専門分野による差はあるが、平均すると四年制大学で学士を得てから研究系の博士号学位取得までにかかる（学生として過ごす）時間は7.3年とされている。アメリカ合衆国への留学生の総数は55万人以上で、そのうちおよそ半数が大学院留学生である。

## 教員の政治的傾向
初等教育から大学までの教員の政治的傾向の調査を通じて、保守よりもリベラルが優勢
であり、特に大学でこの傾向が強く、大学の人文学専攻での割合は共和党支持者1人に対して民主党支持者5人、社会科学系では共和党支持者1人に対して民主党支持者8人となった。
アメリカの四年制の大学教授を対象とした調査では、50%が民主党、39%が支持政党なし、11%が共和党支持だった。二年制大学を含む全大学教授を対象とした調査では、51%が民主党、35%が支持政党なし、14%が共和党だった。リベラル優勢の傾向は、エリート校になるにつれ高まり、四年制のリベラルアーツ系大学と博士課程を持つエリート大学の方が、コミュニティカレッジよりも、保守に対するリベラル（自己申告）の割合が高い。
K-12（幼稚園から高校）の教育でも同様で、K-12の公立校の先生の支持政党は、45%が民主党、30%が共和党、25%が支持政党なしという結果だった。
ジョージ・メイソン大学経済学部教授ブライアン・カプランは「アメリカの教育者は左寄りである。これはまぎれもない事実だ」としたうえで、総合的調査（GSS)などで補正すると、教員による学生のイデオロギー影響も、また、リベラル教育による社会への影響も僅かであり、「教員に極端な左派が多くても、学生にはほとんど影響がない」と述べている。カプランは、親切に解釈すれば、リベラル教員が自分たちの政治信条を教室に持ち込んでいないとも考えられるが、現実的に解釈すれば、リベラル教員が生徒への説得に失敗していると指摘する。
|                            | 民主党 | 共和党 | 支持政党なし |
| -------------------------- | ------ | ------ | ------------ |
| 四年制大学教員             | 50%    | 11%    | 39%          |
| 二年制大学を含む全大学教員 | 51%    | 14%    | 35%          |
| K-12（幼稚園から高校）教員 | 45%    | 30%    | 25%          |